# Mariahilfberg (Amberg)
Der Mariahilfberg im Oberpfälzischen Hügelland ist mit 529 m ü. NHN die höchste Erhebung der Stadt Amberg. Auf dem Berg befindet sich die Wallfahrtskirche Maria Hilf an der Stelle der abgegangenen Burg Amberg.

## Naturräumliche Zuordnung und Gliederung
Der Mariahilfberg liegt im Oberpfälzischen Hügelland und ist in den Einzelblättern 1:200.000 zum Handbuch der naturräumlichen Gliederung Deutschlands als eigene Untereinheit aufgeführt.
- (zu 07 Oberpfälzisch-Obermainisches Hügelland)
  - (zu 070 Oberpfälzisches Hügelland)
    - (zu 070.2 Hahnbacher Sattel und Hahnbacher Mulde)
      - (070.22 Ostflanke der Hahnbacher Mulde)
        - 070.220 Mariahilfberg
        - 070.221 Mimbacher Rücken

## Kultur und Sehenswürdigkeiten

### Regelmäßige Veranstaltungen

#### Bergfest
Alljährlich findet auf dem Mariahilfberg in der Woche um Mariä Heimsuchung (2. Juli) das Bergfest statt, eines der sieben Bergfeste im Amberg-Sulzbacher-Land, bei dem es neben dem kirchlichen Teil auch einen weltlichen Teil gibt. Die Pilger werden mit Bier und Bratwürsten versorgt, jedoch wird keine Musik gespielt. Das Wallfahrtsfest geht auf die Pestepidemie von 1634 zurück.

#### Amberger Welttheater
Das Musical Amberger Welttheater – Der Herbst des Winterkönigs von Roger E. Boggasch und Johannes Reitmeier wurde 2009 zur 975-Jahr-Feier der Stadt Amberg uraufgeführt und soll im 5-Jahres-Turnus aufgeführt werden.